# Beraba odettae
Beraba odettae là một loài bọ cánh cứng trong họ Cerambycidae.